# Jack Abbott
Jack Abbott is een personage uit de Amerikaanse soapserie The Young and the Restless. Terry Lester speelde de rol van 1980 tot 1989 en was een erg populair, hij verliet de serie omdat Lauralee Bell, die de rol van Christine Blair speelde en de dochter was van de scenarioschrijver William J. Bell overdreven veel in beeld gebracht werd. Daarna nam Peter Bergman de rol op. In 1998 maakte hij als Jack een gastoptreden in zusterserie The Bold and the Beautiful.

## Personagebeschrijving
Jack is de oudste zoon van John Abbott en Dina Mergeron. Hij heeft nog twee zussen Traci en Ashley.